# Équipe de Pologne de rugby à XV des moins de 20 ans
L'équipe de Pologne des moins de 20 ans est constituée par une sélection des meilleurs joueurs polonais de rugby à XV de moins de 20 ans, sous l'égide de la Fédération polonaise de rugby à XV.

## Histoire
L'équipe de Pologne des moins de 20 ans est créée en 2008, remplaçant les équipes de Pologne des moins de 21 ans et des moins de 19 ans à la suite de la décision de l'IRB en 2007 de restructurer les compétitions internationales junior. Elle participe au Trophée mondial junior suivant son classement.
Elle dispute la compétition européenne dédiée à cette catégorie d'âge, le Trophée d'Europe des moins de 20 ans et le championnat d'Europe des moins de 20 ans.
En 2017, les Polonais, menés par leur capitaine Mateusz Plichta ont réussi à gagner le Trophée d'Europe à Prague en Tchéquie en battant 17 à 25 la Tchéquie en finale.
Jusqu'en 2018, le sélectionneur et entraineur en chef était Krzysztof Okapa, aidé de son entraineur adjoint Karol Czyż mais après le championnat d'Europe des moins de 20 ans 2018, un changement de staff a lieu. De ce fait, le nouveau sélectionneur et entraineur en chef est Gregory Kacala aidé de son entraineur adjoint Krzysztof Krzewicki[réf. nécessaire].
En 2022, les Polonais, menés par leur capitaine Dominik Mohyla, terminent à la sixième place du championnat d'Europe,.
En 2023, les Polonais changent d'entraîneur en chef : Gregory Kacala est remplacé par Chris Hitt, qui occupe également le poste d'entraîneur de l'équipe senior de Pologne, pour la nouvelle édition du championnat d'Europe des moins de 20 ans. Le nouveau capitaine de l'équipe est Mateusz Kolas. Durant ce tournoi, l'équipe nationale polonaise parvient à se distinguer par une victoire notable contre la Tchéquie, avant de subir une défaite contre la Roumanie dans le match pour la 5e place. Ces résultats conduisent l'équipe à finir, une fois de plus, à la sixième place du championnat.

## Effectif
Effectif dans le cadre du championnat d'Europe 2022 :
Entraîneur :  Grzegorz Kacała
Entraîneur adjoint:  Krzysztof Krzewicki
| Poste            | Joueur                     | Club                         | Matchs joués |
| ---------------- | -------------------------- | ---------------------------- | ------------ |
| Pilier           | Sylwester Gąska            | Ogniwo Sopot                 | 3            |
| Pilier           | Adam Lewandowski           | Orkan Sochaczew              | 3            |
| Pilier           | Andrii Matsiuk             | Juvenia Kraków               | 3            |
| Pilier           | Kamil Zieliński            | Budowlani Łódź               | 3            |
| Talonneur        | Dominik Mohyła (Capitaine) | RC Arka Gdynia (pl)          | 3            |
| Talonneur        | Damian Pisarek             | Orkan Sochaczew              | 2            |
| Deuxième ligne   | Makary Madej               | Budowlani Łódź               | 3            |
| Deuxième ligne   | Jake Wiśniewski            | Cross Keys RFC               | 3            |
| Deuxième ligne   | Arthur Klis                | Racing 92                    | 3            |
| Troisième ligne  | Bartłomiej Bareja          | Pogoń Siedlce                | 3            |
| Troisième ligne  | Eryk Chain                 | Budo 2011 Aleksandrów Lodzki | 3            |
| Troisième ligne  | Jakub Dec                  | Budowlani Lublin (pl)        | 3            |
| Troisième ligne  | Adam Szwarc                | Orkan Sochaczew              | 3            |
| Troisième ligne  | Wiktor Wilczuk             | Ogniwo Sopot                 | 3            |
| Demi de mêlée    | Michał Dudek               | Budowlani Łódź               | 2            |
| Demi de mêlée    | Michał Łaszcz              | Budowlani Łódź               | 3            |
| Demi d'ouverture | Patryk Chain               | Budo 2011 Aleksandrów Lodzki | 2            |
| Demi d'ouverture | Mateusz Kolas              | Lechia Gdańsk                | 2            |
| Centre           | Kacper Fedoniuk            | RC Aubenas                   | 2            |
| Centre           | Jakub Romanowicz           | Lechia Gdańsk                | 2            |
| Centre           | Kacper Skup                | Pogoń Siedlce                | 3            |
| Ailier           | Santiago Brzeziński        | AZS-AWF Warszawa (pl)        | 2            |
| Ailier           | Łukasz Korneć              | Pogoń Siedlce                | 3            |
| Ailier           | Arsenii Pastukhov          | Juvenia Kraków               | 3            |
| Ailier           | Filip Soszka               | Budowlani Łódź               | 3            |
| Arrière          | Kacper Wróbel              | Orkan Sochaczew              | 3            |